# 雷復
雷 復（らい ふく、生年不詳 - 1474年）は、明代の官僚・軍人。字は景暘。本貫は永州府道州寧遠県。

## 生涯
1436年（正統元年）、進士に及第し、翰林院庶吉士に任じられた。のちに行人となった。1448年（正統13年）、陝西道監察御史に抜擢された。広西副使に上り、蒼梧道を分巡した。藤県の民の胡趙成が大藤峡の瑶族を集めて県治を攻略すると、雷復は参将の范信とともに胡趙成を討って斬った。成化初年、大臣の共同推薦により、山東右布政使に抜擢された。1471年（成化7年）3月、北京に召還されて礼部右侍郎に任じられた。1472年（成化8年）2月、右副都御史に転じ、山西巡撫をつとめた。李侃の後任として、端正恭謹で法を守り、軍民の心をつかんだ。反乱軍を紅沙峁で破り、さらに煙寺溝・石人村で撃破して、勅命により奨労を賜った。ときに山西では洪水の被害に遭っていたが、朝廷での議論では陝西での軍事行動のために、兵糧を徴収して楡林に輸送させようとしていた。雷復は「山西から楡林までの道路は通行困難となり、民間の交易も経費が高騰して債務を償還できず、破産する者が多く出ています。今は季節外れの雨雪のため、飢民が病にかかって流れさすらい、困窮憔悴した者が万とおり、綾絹や薬果の諸物の輸送を求める声も万を下らない状況です。山東での例のように債務を免除し、官庫を開いて振恤をおこなうようお願いします」と言上し、成化帝に聞き入れられた。官庫の金3万が不足していたことから、塩40万引の売却益で補填するよう求めた。あわせて粟を納入した民に散官を授けるよう請願した。いずれも成化帝に聞き入れられた。1474年（成化10年）5月戊子、雷復は在官のまま死去した。